# Demeijerella xanthorhina
Demeijerella xanthorhina är en fjärilsart som beskrevs av Diakonoff 1954. Demeijerella xanthorhina ingår i släktet Demeijerella och familjen vecklare. Inga underarter finns listade i Catalogue of Life.